# 인터넷 아키텍처 위원회
인터넷 아키텍처 위원회(Internet Architecture Board)는 ISOC에 의해 인터넷 기술과 엔지니어링을 감독하는 기소 위원회이다. IAB는 대책위원회의 수를 감독하는데, 이 중에서 가장 중요한 것은 IRTF와 IETF이다.

인터넷 아키텍처 위원회

## 역사
IAB는 1979년 United States Department of Defense의 Defense Advanced Research Projects Agency에 의해 기초가 만들어졌다. 1979년까지 Internet Configuration Control Board로 불렸다가, 이름을 바꿔 Internet Advisory Board가 되었다. 그 후 1984년 9월 Internet Activities Board로 같은 약어를 가진 다른 이름으로 바꾸었고 결국 1992년 1월에 미국 정부에 의해 ISOC 아래에서 Internet Architecture Board라는 이름으로 국제적인 공공기관으로 독립하였다.

## 활동
IAB는 최근 다음과 같은 책무를 수행하고 있다.
- 아키텍처 감독 : IAB는 인터넷에서 사용되는 네트워크 프로토콜 및 절차에 대해 감독하며, 때때로 논의 사항을 발표한다.
- 표준화 과정의 감독과 조언 : IAB는 인터넷 기준(standards)을 만드는 과정을 감독한다. IAB는 또 IESG의 표준 결정에 대해 항의 받는 기관이 됨으로써 기준 결정 과정의 부당한 수행에 대한 불평을 수용한다.
- Request for Comments 시리즈 : IAB는 RFC(Request for Comments) 문서를 편집하고 관리하며 공표한다.
- 인터넷 할당번호 관리 기관: ICANN와 결합하게 된 후, IANA가 제공해준 IETF 프로토콜 파라미미터 값을 배치하는 것을 관리하는 책임을 진다.
- 외부 조직과의 협력 : IAB는 인터넷 표준과 인터넷에 관련된 다른 기술 및 문제에 관여하는 다른 세계적인 조직과 IETF의 대표로서 협력한다.
- 인터넷 협회에 대한 조언 : 인터넷과 인터넷 기술에 관한 절차, 구조에 대해서 ISOC의 이사회를 대변해 조언, 지도한다.
- 인터넷 엔지니어링 운영원 공인 : IETF 지명위원회가 선임한 IETF 의장과 IESG 부문 임원을 확인해준다.
- 인터넷 연구 위원회 위원장 : IAB는 2년 임기이고 연임가능한 IRTF 위원장을 선택한다.

## RFC1087 - Ethics and the Internet (윤리와 인터넷)
IAB가 1989년에 발표한 "RFC1087 - Ethics and the Internet"는 네트워크의 국립과학재단 고문 패널의 관점(인터넷을 통해 의도적으로 비윤리적이거나 용납할 수 없는 행동들에 대한 정의)을 강하게 지지했다. 정의는 다음과 같다.
- 인터넷 리소스에 대한 무단 액세스하려는 행위
- 인터넷 사용 목적을 파괴하는 행위
- 이러한 행동을 통해 자원 (사람, 능력, 컴퓨터)을 폐기시는 것
- 컴퓨터 기반의 정보의 완전성을 파괴하는 행위
- 사용자의 개인 정보가 손상시키는 행위

## 역대 의장
다음 사람들은 IAB에서 의장직을 재직했다.
- David D. Clark - 1981 ~ 1989.7
- Vint Cerf - 1989.7 ~ 1991.7
- Lyman Chapin - 1991.7 ~ 1993.3
- Christian Huitema - 1993.3 ~ 1995.7
- Brian Carpenter - 1995.7 ~ 2000.3
- John Klensin - 2000.3 ~ 2002.3
- Leslie Daigle - 2002.3 ~ 2007.3
- Olaf Kolkman - 2007.3 ~ 2011.3
- Bernard Aboba - 2011.3 ~ (재직중)